# Pułk Kremlowski

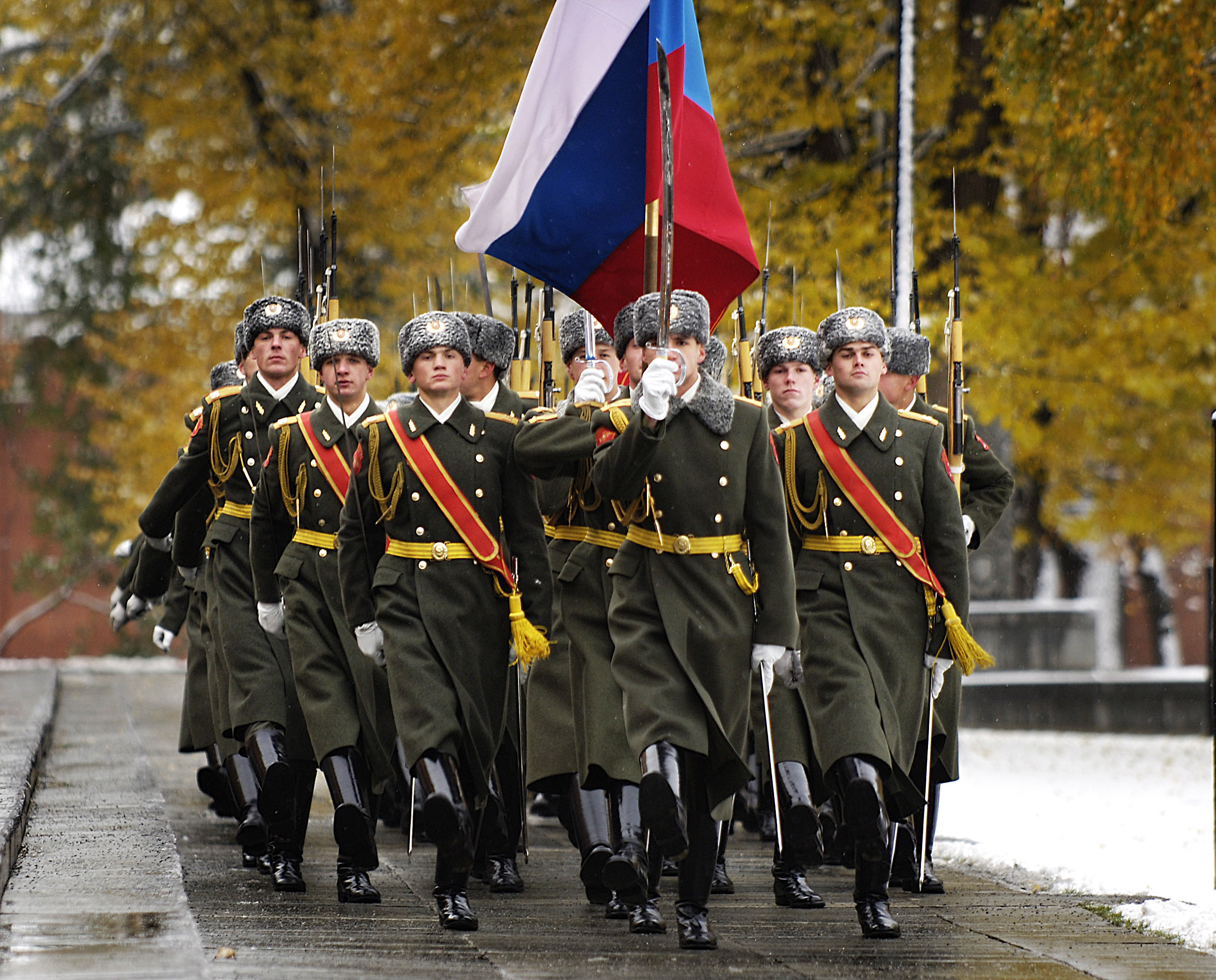
Żołnierze Prezydenckiego Pułku (2006)

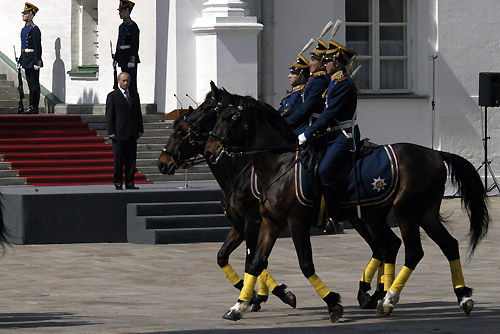
Kawalerzyści Prezydenckiego Pułku

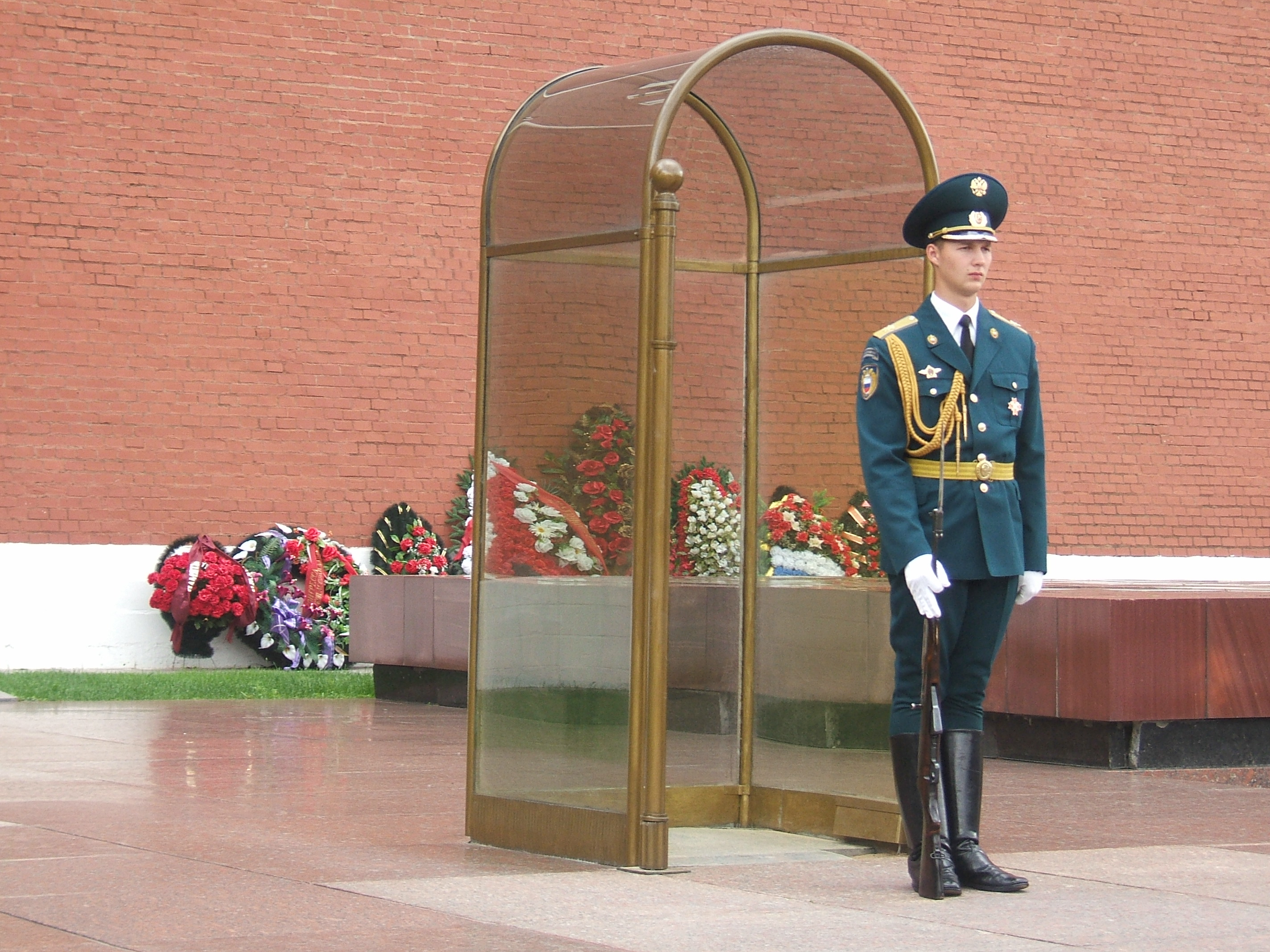
Warta honorowa przy Grobie Nieznanego Żołnierza w Moskwie

Prezydencki Pułk Służby Komendanta Kremla Moskiewskiego FSO FR, Prezydencki Pułk (ros. Президентский полк Службы коменданта Московского Кремля Федеральной службы охраны Российской Федерации, Президентский полк) – rosyjska jednostka wojskowa, której zadaniem jest ochrona kremla moskiewskiego i najwyższych przedstawicieli rosyjskich władz państwowych. Pułk Prezydencki, liczący ok. 3000 żołnierzy, stanowi część Federalnej Służby Ochrony Federacji Rosyjskiej, będącej służbą specjalną. Dowódcą pułku jest generał major Oleg Pawłowicz Gałkin, a siedziba jednostki mieści się w Arsenale Kremla Moskiewskiego.
Jednostka została sformowana 8 kwietnia 1936 roku, gdy zgodnie z Rozkazem Nr 122 garnizonu Kremla stacjonujący tam Batalion Specjalnego Przeznaczenia (ros. Батальон особого назначения), podporządkowany NKWD, przekształcono w Pułk Specjalnego Przeznaczenia (ros. Полк специального назначения).
W latach 1942–1943 cztery grupy strzelców wyborowych należących do pułku zostały wysłane na Front Zachodni i Front Wołchowski. Zabili oni łącznie przeszło 1200 niemieckich żołnierzy i oficerów. W okresie II wojny światowej pułk stracił 97 żołnierzy. 23 lutego 1944 roku Prezydencki Pułk (ówcześnie Kremlowski) został odznaczony Orderem Czerwonego Sztandaru. W 1945 roku trzy bataliony pułku wzięły udział w Paradzie Zwycięstwa na placu Czerwonym w Moskwie.
Kandydaci do służby w tym pułku nie mogą posiadać obcego obywatelstwa, rodziny za granicą, być karanym lub mieć karanych członków rodziny, powinni mieć 190–195 cm wzrostu, idealne zdrowie, wykształcenie co najmniej średnie i słowiański wygląd. Żołnierze pułku pełnią wartę honorową przy Grobie Nieznanego Żołnierza w Moskwie i uczestniczą w uroczystościach państwowych.

## Skład Pułku
- Sztab

- 1 Batalion
  - 3 Kompania
  - 4 Kompania
  - 5 kompania

- 2 Batalion
  - 7 Kompania
  - 8 Kompania
  - 9 Kompania

- 3 Batalion
  - 1 Kompania Straży Specjalnej (Kompania Honorowa)
  - 11 Kompania Straży Specjalnej (Kompania Honorowa)
  - Kompania Samochodowa

- Kawaleryjska Eskorta Honorowa
  - 10 Kompania
  - Szwadron Kawalerii
  - Kompania Zabezpieczenia
  - Dział Ochrony
- Batalion Rezerwy Operacyjnej
  - Kompania Rezerwy Operacyjnej
  - Kompania Ochrony